# Eleições autárquicas de 2017 no Seixal
As eleições autárquicas de 2017 serviram para eleger os membros para os diferentes órgãos do poder local no concelho do Seixal.
A Coligação Democrática Unitária (PCP/PEV) , que tinha Joaquim Santos a liderar a autarquia local, voltou a vencer as eleições, embora com um resultado muito abaixo dos de 2013, tendo, inclusivamente, perdido a maioria absoluta, ao obter 36,54% dos votos e 5 vereadores.
O Partido Socialista manteve-se como a segunda força política do concelho, conseguindo um grande aumento na votação em relação a 2013 (23,78%), chegando aos 31,4% dos votos e elegendo 4 vereadores, mais 1 vereador em relação a 2013.
Por fim, o Partido Social Democrata e o Bloco de Esquerda mantiveram os seus lugares na vereação na câmara municipal, com ambos os partidos a subirem na votação em relação às eleições anteriores.
Luís Cordeiro (candidato do Bloco de Esquerda à Câmara Municipal do Seixal) faleceu a 28/08/2018.
O Presidente da Câmara Municipal, Joaquim Santos, exonerou os vereadores do PS, Marco Teles Fernandes e Elisabete Adirão sobre retalho de estes terem chumbado as Grandes Opções do Plano da Câmara Municipal de 2019. 

## Listas e Candidatos
| Lista | Lista                          | Candidato         |
| ----- | ------------------------------ | ----------------- |
|       | Coligação Democrática Unitária | Joaquim Santos    |
|       | Partido Socialista             | Eduardo Rodrigues |
|       | Partido Social Democrata       | Manuel Pires      |
|       | Bloco de Esquerda              | Luís Cordeiro     |
|       | Pessoas–Animais–Natureza       | André Nunes       |
|       | CDS – Partido Popular          | Humberto Batardo  |
|       | Partido Trabalhista Português  | António Andrade   |

## Resultados Oficiais
Os resultados para os diferentes órgãos do poder local no concelho de Seixal foram os seguintes:

## Mapa

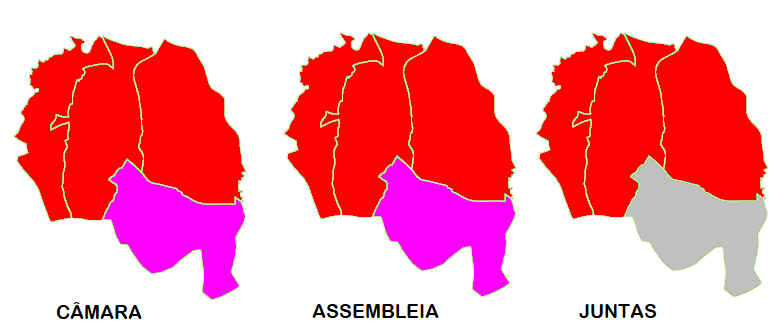
Partido mais votado por Freguesia

### Câmara Municipal
| Partido                 | Partido                        | Votos   | %               | +/-     | Vereadores | +/-     |
| ----------------------- | ------------------------------ | ------- | --------------- | ------- | ---------- | ------- |
|                         | Coligação Democrática Unitária | 21 715  | 36,54 / 100,00  | 6,88    | 5 / 11     | 1       |
|                         | Partido Socialista             | 18 679  | 31,44 / 100,00  | 7,66    | 4 / 11     | 1       |
|                         | Partido Social Democrata       | 7 036   | 11,84 / 100,00  | 1,09    | 1 / 11     | Estável |
|                         | Bloco de Esquerda              | 4 442   | 7,48 / 100,00   | 0,89    | 1 / 11     | Estável |
|                         | Pessoas–Animais–Natureza       | 2 448   | 4,12 / 100,00   | -       | 0 / 11     | -       |
|                         | CDS – Partido Popular          | 1 639   | 2,76 / 100,00   | Estável | 0 / 11     | Estável |
|                         | Partido Trabalhista Português  | 218     | 0,37 / 100,00   | 1,15    | 0 / 11     | Estável |
| Votos Inválidos         | Votos Inválidos                | 3 244   | 5,46 / 100,00   | 4,35    |            |         |
| Total                   | Total                          | 59 421  | 100,00 / 100,00 |         | 11 / 11    |         |
| Eleitorado/Participação | Eleitorado/Participação        | 137 302 | 43,28 / 100,00  | 4,42    |            |         |

### Assembleia Municipal
| Partido                 | Partido                        | Votos   | %               | +/-  | Deputados | +/-     |
| ----------------------- | ------------------------------ | ------- | --------------- | ---- | --------- | ------- |
|                         | Coligação Democrática Unitária | 20 899  | 35,18 / 100,00  | 8,11 | 13 / 33   | 3       |
|                         | Partido Socialista             | 17 963  | 30,24 / 100,00  | 5,59 | 11 / 33   | 2       |
|                         | Partido Social Democrata       | 7 072   | 11,91 / 100,00  | 0,67 | 4 / 33    | Estável |
|                         | Bloco de Esquerda              | 4 970   | 8,37 / 100,00   | 0,57 | 3 / 33    | Estável |
|                         | Pessoas–Animais–Natureza       | 2 875   | 4,84 / 100,00   | -    | 1 / 33    | -       |
|                         | CDS – Partido Popular          | 1 880   | 3,16 / 100,00   | 0,17 | 1 / 33    | Estável |
|                         | Partido Trabalhista Português  | 420     | 0,71 / 100,00   | -    | 0 / 33    | -       |
| Votos Inválidos         | Votos Inválidos                | 3 322   | 5,59 / 100,00   | 4,45 |           |         |
| Total                   | Total                          | 59 401  | 100,00 / 100,00 |      | 33 / 33   |         |
| Eleitorado/Participação | Eleitorado/Participação        | 137 302 | 43,26 / 100,00  | 4,40 |           |         |

### Juntas de Freguesia
| Partido                 | Partido                        | Votos   | %               | +/-  | Presidentes | +/-     | Mandatos | +/-     |
| ----------------------- | ------------------------------ | ------- | --------------- | ---- | ----------- | ------- | -------- | ------- |
|                         | Coligação Democrática Unitária | 21 901  | 36,87 / 100,00  | 8,51 | 3 / 4       | 1       | 30 / 74  | 11      |
|                         | Partido Socialista             | 17 582  | 29,60 / 100,00  | 5,72 | 0 / 4       | Estável | 25 / 74  | 5       |
|                         | Partido Social Democrata       | 6 794   | 11,44 / 100,00  | 0,69 | 0 / 4       | Estável | 9 / 74   | Estável |
|                         | Bloco de Esquerda              | 5 181   | 8,72 / 100,00   | 1,55 | 0 / 4       | Estável | 5 / 74   | Estável |
|                         | Grupo de Cidadãos              | 2 605   | 4,38 / 100,00   | -    | 1 / 4       | -       | 5 / 74   | -       |
|                         | CDS – Partido Popular          | 1 777   | 2,99 / 100,00   | 0,15 | 0 / 4       | Estável | 0 / 74   | Estável |
|                         | Partido Trabalhista Português  | 167     | 0,28 / 100,00   | 0,01 | 0 / 4       | Estável | 0 / 74   | Estável |
| Votos Inválidos         | Votos Inválidos                | 3 401   | 5,73 / 100,00   | 3,97 |             |         |          |         |
| Total                   | Total                          | 59 408  | 100,00 / 100,00 |      | 4 / 4       |         | 74 / 74  |         |
| Eleitorado/Participação | Eleitorado/Participação        | 137 302 | 43,27 / 100,00  | 4,41 |             |         |          |         |

## Resultados por Freguesia

### Câmara Municipal
| Freguesia                                | %     | %     | %     | %    | %    | %    | %    | Votantes |
| Freguesia                                | CDU   | PS    | PSD   | BE   | PAN  | CDS  | PTP  | Votantes |
| ---------------------------------------- | ----- | ----- | ----- | ---- | ---- | ---- | ---- | -------- |
| Amora                                    | 35,91 | 32,37 | 12,42 | 7,56 | 3,71 | 2,70 | 0,43 | 16 838   |
| Corroios                                 | 33,28 | 31,71 | 12,77 | 8,62 | 4,47 | 3,19 | 0,26 | 18 015   |
| Fernão Ferro                             | 28,02 | 36,71 | 14,37 | 5,95 | 4,76 | 2,68 | 0,78 | 7 676    |
| Seixal, Arrentela e Aldeia de Paio Pires | 44,52 | 27,81 | 9,13  | 6,87 | 3,87 | 2,39 | 0,24 | 16 892   |
| Seixal                                   | 36,54 | 31,44 | 11,84 | 7,48 | 4,12 | 2,76 | 0,37 | 59 421   |

#### Amora
| Partido                 | Partido                        | Votos  | %               | +/-  |
| ----------------------- | ------------------------------ | ------ | --------------- | ---- |
|                         | Coligação Democrática Unitária | 6 047  | 35,91 / 100,00  | 7,04 |
|                         | Partido Socialista             | 5 450  | 32,37 / 100,00  | 6,34 |
|                         | Partido Social Democrata       | 2 091  | 12,42 / 100,00  | 1,43 |
|                         | Bloco de Esquerda              | 1 273  | 7,56 / 100,00   | 0,99 |
|                         | Pessoas–Animais–Natureza       | 624    | 3,71 / 100,00   | -    |
|                         | CDS – Partido Popular          | 455    | 2,70 / 100,00   | 0,40 |
|                         | Partido Trabalhista Português  | 72     | 0,43 / 100,00   | 0,34 |
| Votos Inválidos         | Votos Inválidos                | 826    | 4,91 / 100,00   | 3,96 |
| Total                   | Total                          | 16 838 | 100,00 / 100,00 |      |
| Eleitorado/Participação | Eleitorado/Participação        | 42 016 | 40,08 / 100,00  | 3,71 |

#### Corroios
| Partido                 | Partido                        | Votos  | %               | +/-   |
| ----------------------- | ------------------------------ | ------ | --------------- | ----- |
|                         | Coligação Democrática Unitária | 5 996  | 33,28 / 100,00  | 8,78  |
|                         | Partido Socialista             | 5 713  | 31,71 / 100,00  | 10,63 |
|                         | Partido Social Democrata       | 2 300  | 12,77 / 100,00  | 1,18  |
|                         | Bloco de Esquerda              | 1 552  | 8,62 / 100,00   | 1,99  |
|                         | Pessoas–Animais–Natureza       | 805    | 4,47 / 100,00   | -     |
|                         | CDS – Partido Popular          | 574    | 3,19 / 100,00   | 0,10  |
|                         | Partido Trabalhista Português  | 46     | 0,26 / 100,00   | 3,05  |
| Votos Inválidos         | Votos Inválidos                | 1 029  | 5,71 / 100,00   | 5,03  |
| Total                   | Total                          | 18 015 | 100,00 / 100,00 |       |
| Eleitorado/Participação | Eleitorado/Participação        | 41 777 | 43,12 / 100,00  | 4,80  |

#### Fernão Ferro
| Partido                 | Partido                        | Votos  | %               | +/-  |
| ----------------------- | ------------------------------ | ------ | --------------- | ---- |
|                         | Partido Socialista             | 2 818  | 36,71 / 100,00  | 8,61 |
|                         | Coligação Democrática Unitária | 2 151  | 28,02 / 100,00  | 5,82 |
|                         | Partido Social Democrata       | 1 103  | 14,37 / 100,00  | 1,33 |
|                         | Bloco de Esquerda              | 457    | 5,95 / 100,00   | 0,84 |
|                         | Pessoas–Animais–Natureza       | 365    | 4,76 / 100,00   | -    |
|                         | CDS – Partido Popular          | 206    | 2,68 / 100,00   | 0,38 |
|                         | Partido Trabalhista Português  | 60     | 0,78 / 100,00   | 0,07 |
| Votos Inválidos         | Votos Inválidos                | 516    | 6,72 / 100,00   | 3,64 |
| Total                   | Total                          | 7 676  | 100,00 / 100,00 |      |
| Eleitorado/Participação | Eleitorado/Participação        | 14 964 | 51,30 / 100,00  | 6,55 |

#### Seixal, Arrentela e Aldeia de Paio Pires
| Partido                 | Partido                        | Votos  | %               | +/-  |
| ----------------------- | ------------------------------ | ------ | --------------- | ---- |
|                         | Coligação Democrática Unitária | 7 521  | 44,52 / 100,00  | 4,56 |
|                         | Partido Socialista             | 4 698  | 27,81 / 100,00  | 5,25 |
|                         | Partido Social Democrata       | 1 542  | 9,13 / 100,00   | 1,43 |
|                         | Bloco de Esquerda              | 1 160  | 6,87 / 100,00   | 0,38 |
|                         | Pessoas–Animais–Natureza       | 654    | 3,87 / 100,00   | -    |
|                         | CDS – Partido Popular          | 404    | 2,39 / 100,00   | 0,16 |
|                         | Partido Trabalhista Português  | 40     | 0,24 / 100,00   | 0,48 |
| Votos Inválidos         | Votos Inválidos                | 873    | 5,16 / 100,00   | 4,43 |
| Total                   | Total                          | 16 892 | 100,00 / 100,00 |      |
| Eleitorado/Participação | Eleitorado/Participação        | 38 545 | 43,82 / 100,00  | 3,70 |

### Assembleia Municipal
| Freguesia                                | %     | %     | %     | %    | %    | %    | %    | Votantes |
| Freguesia                                | CDU   | PS    | PSD   | BE   | PAN  | CDS  | PTP  | Votantes |
| ---------------------------------------- | ----- | ----- | ----- | ---- | ---- | ---- | ---- | -------- |
| Amora                                    | 34,72 | 31,34 | 12,53 | 8,50 | 4,33 | 3,09 | 0,60 | 16 836   |
| Corroios                                 | 31,78 | 30,31 | 12,74 | 9,52 | 5,28 | 3,72 | 0,72 | 18 012   |
| Fernão Ferro                             | 26,41 | 34,29 | 14,96 | 6,99 | 5,65 | 3,37 | 1,35 | 7 679    |
| Seixal, Arrentela e Aldeia de Paio Pires | 43,27 | 27,23 | 9,00  | 7,63 | 4,51 | 2,55 | 0,51 | 16 874   |
| Seixal                                   | 35,18 | 30,24 | 11,91 | 8,37 | 4,84 | 3,16 | 0,71 | 59 401   |

#### Amora
| Partido                 | Partido                        | Votos  | %               | +/-  |
| ----------------------- | ------------------------------ | ------ | --------------- | ---- |
|                         | Coligação Democrática Unitária | 5 845  | 34,72 / 100,00  | 8,13 |
|                         | Partido Socialista             | 5 277  | 31,34 / 100,00  | 5,29 |
|                         | Partido Social Democrata       | 2 110  | 12,53 / 100,00  | 1,02 |
|                         | Bloco de Esquerda              | 1 431  | 8,50 / 100,00   | 0,80 |
|                         | Pessoas–Animais–Natureza       | 729    | 4,33 / 100,00   | -    |
|                         | CDS – Partido Popular          | 521    | 3,09 / 100,00   | 0,38 |
|                         | Partido Trabalhista Português  | 101    | 0,60 / 100,00   | -    |
| Votos Inválidos         | Votos Inválidos                | 822    | 4,88 / 100,00   | 4,31 |
| Total                   | Total                          | 16 836 | 100,00 / 100,00 |      |
| Eleitorado/Participação | Eleitorado/Participação        | 42 016 | 40,07 / 100,00  | 3,69 |

#### Corroios
| Partido                 | Partido                        | Votos  | %               | +/-   |
| ----------------------- | ------------------------------ | ------ | --------------- | ----- |
|                         | Coligação Democrática Unitária | 5 725  | 31,78 / 100,00  | 10,04 |
|                         | Partido Socialista             | 5 459  | 30,31 / 100,00  | 6,50  |
|                         | Partido Social Democrata       | 2 294  | 12,74 / 100,00  | 0,82  |
|                         | Bloco de Esquerda              | 1 715  | 9,52 / 100,00   | 1,37  |
|                         | Pessoas–Animais–Natureza       | 951    | 5,28 / 100,00   | -     |
|                         | CDS – Partido Popular          | 670    | 3,72 / 100,00   | 0,36  |
|                         | Partido Trabalhista Português  | 129    | 0,72 / 100,00   | -     |
| Votos Inválidos         | Votos Inválidos                | 1 069  | 5,93 / 100,00   | 5,03  |
| Total                   | Total                          | 18 012 | 100,00 / 100,00 |       |
| Eleitorado/Participação | Eleitorado/Participação        | 41 777 | 43,11 / 100,00  | 4,78  |

#### Fernão Ferro
| Partido                 | Partido                        | Votos  | %               | +/-  |
| ----------------------- | ------------------------------ | ------ | --------------- | ---- |
|                         | Partido Socialista             | 2 633  | 34,29 / 100,00  | 6,36 |
|                         | Coligação Democrática Unitária | 2 028  | 26,41 / 100,00  | 7,73 |
|                         | Partido Social Democrata       | 1 149  | 14,96 / 100,00  | 1,19 |
|                         | Bloco de Esquerda              | 537    | 6,99 / 100,00   | 0,93 |
|                         | Pessoas–Animais–Natureza       | 434    | 5,65 / 100,00   | -    |
|                         | CDS – Partido Popular          | 259    | 3,37 / 100,00   | 0,29 |
|                         | Partido Trabalhista Português  | 104    | 1,35 / 100,00   | -    |
| Votos Inválidos         | Votos Inválidos                | 535    | 6,96 / 100,00   | 3,81 |
| Total                   | Total                          | 7 679  | 100,00 / 100,00 |      |
| Eleitorado/Participação | Eleitorado/Participação        | 14 964 | 51,32 / 100,00  | 6,57 |

#### Seixal, Arrentela e Aldeia de Paio Pires
| Partido                 | Partido                        | Votos  | %               | +/-  |
| ----------------------- | ------------------------------ | ------ | --------------- | ---- |
|                         | Coligação Democrática Unitária | 7 301  | 43,27 / 100,00  | 5,58 |
|                         | Partido Socialista             | 4 594  | 27,23 / 100,00  | 4,43 |
|                         | Partido Social Democrata       | 1 519  | 9,00 / 100,00   | 0,68 |
|                         | Bloco de Esquerda              | 1 287  | 7,63 / 100,00   | 0,14 |
|                         | Pessoas–Animais–Natureza       | 761    | 4,51 / 100,00   | -    |
|                         | CDS – Partido Popular          | 430    | 2,55 / 100,00   | 0,32 |
|                         | Partido Trabalhista Português  | 86     | 0,51 / 100,00   | -    |
| Votos Inválidos         | Votos Inválidos                | 896    | 5,31 / 100,00   | 4,36 |
| Total                   | Total                          | 16 874 | 100,00 / 100,00 |      |
| Eleitorado/Participação | Eleitorado/Participação        | 38 545 | 43,78 / 100,00  | 3,66 |

### Juntas de Freguesia

#### Amora
| Partido                 | Partido                        | Votos  | %               | +/-  | Mandatos | +/-     |
| ----------------------- | ------------------------------ | ------ | --------------- | ---- | -------- | ------- |
|                         | Coligação Democrática Unitária | 6 061  | 35,99 / 100,00  | 7,25 | 8 / 21   | 3       |
|                         | Partido Socialista             | 5 497  | 32,64 / 100,00  | 6,90 | 8 / 21   | 2       |
|                         | Partido Social Democrata       | 2 134  | 12,67 / 100,00  | 1,26 | 3 / 21   | Estável |
|                         | Bloco de Esquerda              | 1 525  | 9,06 / 100,00   | 1,83 | 2 / 21   | 1       |
|                         | CDS – Partido Popular          | 534    | 3,17 / 100,00   | 0,75 | 0 / 21   | Estável |
|                         | Partido Trabalhista Português  | 167    | 0,99 / 100,00   | 0,02 | 0 / 21   | Estável |
| Votos Inválidos         | Votos Inválidos                | 921    | 5,47 / 100,00   | 3,53 |          |         |
| Total                   | Total                          | 16 839 | 100,00 / 100,00 |      | 21 / 21  |         |
| Eleitorado/Participação | Eleitorado/Participação        | 42 016 | 40,08 / 100,00  | 3,70 |          |         |

#### Corroios
| Partido                 | Partido                        | Votos  | %               | +/-  | Mandatos | +/-     |
| ----------------------- | ------------------------------ | ------ | --------------- | ---- | -------- | ------- |
|                         | Coligação Democrática Unitária | 6 509  | 36,13 / 100,00  | 9,16 | 9 / 21   | 3       |
|                         | Partido Socialista             | 5 573  | 30,94 / 100,00  | 8,44 | 7 / 21   | 2       |
|                         | Partido Social Democrata       | 2 338  | 12,98 / 100,00  | 1,66 | 3 / 21   | Estável |
|                         | Bloco de Esquerda              | 1 828  | 10,15 / 100,00  | 2,93 | 2 / 21   | 1       |
|                         | CDS – Partido Popular          | 635    | 3,52 / 100,00   | 0,15 | 0 / 21   | Estável |
| Votos Inválidos         | Votos Inválidos                | 1 132  | 6,28 / 100,00   | 4,02 |          |         |
| Total                   | Total                          | 18 015 | 100,00 / 100,00 |      | 21 / 21  |         |
| Eleitorado/Participação | Eleitorado/Participação        | 41 777 | 43,12 / 100,00  | 4,78 |          |         |

#### Fernão Ferro
| Partido                 | Partido                        | Votos  | %               | +/-   | Mandatos | +/-     |
| ----------------------- | ------------------------------ | ------ | --------------- | ----- | -------- | ------- |
|                         | Somos Fernão Ferro (SFF)       | 2 605  | 33,94 / 100,00  | Novo  | 5 / 13   | Novo    |
|                         | Partido Socialista             | 1 915  | 24,95 / 100,00  | 1,55  | 4 / 13   | Estável |
|                         | Coligação Democrática Unitária | 1 533  | 19,97 / 100,00  | 16,74 | 3 / 13   | 3       |
|                         | Partido Social Democrata       | 767    | 9,99 / 100,00   | 5,82  | 1 / 13   | 1       |
|                         | Bloco de Esquerda              | 376    | 4,90 / 100,00   | 2,51  | 0 / 13   | 1       |
|                         | CDS – Partido Popular          | 115    | 1,50 / 100,00   | 1,50  | 0 / 13   | Estável |
| Votos Inválidos         | Votos Inválidos                | 364    | 4,74 / 100,00   | 5,83  |          |         |
| Total                   | Total                          | 7 675  | 100,00 / 100,00 |       | 13 / 13  |         |
| Eleitorado/Participação | Eleitorado/Participação        | 14 964 | 51,29 / 100,00  | 6,54  |          |         |

#### Seixal, Arrentela e Aldeia de Paio Pires
| Partido                 | Partido                        | Votos  | %               | +/-  | Mandatos | +/-     |
| ----------------------- | ------------------------------ | ------ | --------------- | ---- | -------- | ------- |
|                         | Coligação Democrática Unitária | 7 798  | 46,20 / 100,00  | 4,87 | 10 / 19  | 2       |
|                         | Partido Socialista             | 4 597  | 27,24 / 100,00  | 4,87 | 6 / 19   | 1       |
|                         | Partido Social Democrata       | 1 555  | 9,21 / 100,00   | 1,70 | 2 / 19   | 1       |
|                         | Bloco de Esquerda              | 1 452  | 8,60 / 100,00   | 1,65 | 1 / 19   | Estável |
|                         | CDS – Partido Popular          | 493    | 2,92 / 100,00   | 0,28 | 0 / 19   | Estável |
| Votos Inválidos         | Votos Inválidos                | 984    | 5,83 / 100,00   | 3,63 |          |         |
| Total                   | Total                          | 16 879 | 100,00 / 100,00 |      | 19 / 19  |         |
| Eleitorado/Participação | Eleitorado/Participação        | 38 545 | 43,79 / 100,00  | 3,67 |          |         |

#### Juntas antes e depois das Eleições
| Freguesia                                | 2013-2017 | 2013-2017                      | 2013-2017      | 2017-2021 | 2017-2021                      | 2017-2021      |
| ---------------------------------------- | --------- | ------------------------------ | -------------- | --------- | ------------------------------ | -------------- |
| Amora                                    |           | Coligação Democrática Unitária | 43,24 / 100,00 |           | Coligação Democrática Unitária | 35,99 / 100,00 |
| Corroios                                 |           | Coligação Democrática Unitária | 45,29 / 100,00 |           | Coligação Democrática Unitária | 36,13 / 100,00 |
| Fernão Ferro                             |           | Coligação Democrática Unitária | 36,71 / 100,00 |           | Grupo de Cidadãos              | 33,94 / 100,00 |
| Seixal, Arrentela e Aldeia de Paio Pires |           | Coligação Democrática Unitária | 51,07 / 100,00 |           | Coligação Democrática Unitária | 46,20 / 100,00 |